# Бенфіка (Бісау)
Спорт Бісау і Бенфіка або Бенфіка (Бісау) (порт. Sport Bissau e Benfica) — професіональний футбольний клуб з Гвінеї-Бісау. Базується в столиці країни — місті Бісау.

## Історія
Клуб було заснован0 27 травня 1944 року в столиці країни Бісау, його назва пов'язана з португальською Бенфікою з Лісабона, однією з найсильніших команд Португалії та в УЄФА.
Бенфіка (Бісау) — одна з найсильніших команд у Гвінеї-Бісау, яка виграла 10 чемпіонств та 6 кубків країни.
На міжнародному рівні клуб брав участь в 10 континентальних турнірах, проте просунутися далі першого раунду йому жодного разу так і не вдалося.

## Досягнення
- Національний чемпіонат Гвінеї-Бісау
  -  Чемпіон (15): 1977, 1978, 1980, 1981, 1982, 1988, 1989, 1990, 2010, 2015, 2017, 2018, 2022, 2024, 2025
  -  Срібний призер (5): 1987, 1991, 2000, 2004, 2014
  -  Бронзовий призер (3): 2008, 2011, 2013
- Національний Кубок Гвінеї-Бісау з футболу
  -  Володар (10): 1980, 1989, 1992, 2008, 2009, 2010, 2015, 2018, 2021, 2022;
  -  Фіналіст (2): 1991, 2006
- Суперкубок Гвінеї-Бісау
  -  Володар (2): 2010, 2015

### Неофіційні турніри
- Турнір Європейського економічного співтовариства
  -  Володар (1): 1989
- Кубок Програми розвитку Організації Об'єднаних Націй
  -  Володар (1): 1989
- Кубок Готелю 24 вересня
  -  Володар (1): 1989

## Статистика виступів у континентальних турнірах під егідою КАФ
| Сезон | Турнір                     | Раунд      | Клуб                         | Вдома | На виїзді | Загальний |
| ----- | -------------------------- | ---------- | ---------------------------- | ----- | --------- | --------- |
| 1978  | Ліга чемпіонів КАФ         | 1          | Расінг Клуб де Бобо-Діулассо | 2-3   | 0-7       | 2-10      |
| 1980  | Ліга чемпіонів КАФ         | 1          | Стад Абіджан                 | 2-3   | 0-4       | 2-7       |
| 1981  | Ліга чемпіонів КАФ         | 1          | ОК Агаза                     | т.п.1 | т.п.1     | т.п.1     |
| 1983  | Ліга чемпіонів КАФ         | 1          | Кенітра                      | т.п.1 | т.п.1     | т.п.1     |
| 1986  | Кубок володарів кубків КАФ | Попередній | Старлайт Банжул              | 1-1   | 1-3       | 2-4       |
| 1990  | Ліга чемпіонів КАФ         | Попередній | Калум Стар                   | 0-2   | 0-1       | 0-3       |
| 1993  | Кубок володарів кубків КАФ | Попередній | Касандо                      | т.п.1 | т.п.1     | т.п.1     |
| 2007  | Кубок конфедерації КАФ     | Попередній | Сателіт                      | 1-3   | 1-3       | 2-6       |
| 2009  | Кубок конфедерації КАФ     | Попередній | Якаар                        | 1-2   | 0-1       | 1-3       |
| 2010  | Кубок конфедерації КАФ     | Попередній | Барака                       | 0-0   | 2-3       | 2-3       |

1- Бенфіка (Бісау) покинула турнір.

## Склад команди[2]
| №  | Поз. | Нац.         | Гравець          |
| -- | ---- | ------------ | ---------------- |
| 1  | ВР   | Сенегал      | Мустафа Драме    |
| 2  | ЗХ   | Гвінея-Бісау | Владімір Бакурім |
| 3  | ЗХ   | Гвінея-Бісау | Валід Кошта      |
| 4  | ЗХ   | Гвінея-Бісау | Афу Туре         |
| 5  | ЗХ   | Гвінея-Бісау | Анжелу Гомеш     |
| 6  | ПЗ   | Гвінея-Бісау | Жесувалду Б'ягуе |
| 7  | ПЗ   | Гвінея-Бісау | Кутубу Мане      |
| 8  | ПЗ   | Гвінея-Бісау | Баділе Суаре     |
| 9  | ПЗ   | Гвінея       | Сенкоун Діубате  |
| 10 | НП   | Гвінея-Бісау | Сумаїла Джассі   |
| 11 | НП   | Гвінея-Бісау | Шеріфу Туре      |
| 12 | ВР   | Гвінея-Бісау | Філіпе Карубу    |

| №  | Поз. | Нац.         | Гравець         |
| -- | ---- | ------------ | --------------- |
| 13 | ПЗ   | Гвінея-Бісау | Жорже Ногуейра  |
| 14 | ЗХ   | Гвінея-Бісау | Пелсон Ко       |
| 15 | ПЗ   | Гвінея-Бісау | Хорасіу Жау     |
| 16 | ЗХ   | Гвінея-Бісау | Мамаду Дараме   |
| 19 | НП   | Гвінея-Бісау | Антонін Акре    |
| 20 | ПЗ   | Гвінея-Бісау | Ідуїну Карвалью |
| 21 | ПЗ   | Гвінея-Бісау | Фернанду Кунья  |
| 22 | ПЗ   | Гвінея-Бісау | Хелдер Мендеш   |
| 24 | ПЗ   | Гвінея-Бісау | Малам да Кошта  |
| 28 | ЗХ   | Гвінея-Бісау | Моїш Інтчала    |
| 29 | ЗХ   | Гвінея-Бісау | Бубу Камара     |